# Ratekau
Ratekau é um município da Alemanha localizado no distrito de Ostholstein, estado de Schleswig-Holstein.